# Höslwang
Höslwang är en kommun och ort i Landkreis Rosenheim i Regierungsbezirk Oberbayern i förbundslandet Bayern i Tyskland.
Kommunen ingår i kommunalförbundet Halfing tillsammans med kommunerna Halfing och Schonstett.